# La Chatte sur un toit brûlant (téléfilm, 1976)
Pour les articles homonymes, voir La Chatte sur un toit brûlant (homonymie).
Pour plus de détails, voir Fiche technique et Distribution.
La Chatte sur un toit brûlant est un téléfilm de Robert Moore sorti en 1976. C'est une adaptation de la pièce de théâtre éponyme créée par Tennessee Williams et mise en scène par Elia Kazan à Broadway en 1955.
Bien qu'étant initialement un téléfilm, sa notoriété fait qu'il a été projeté par la suite en salle au BFI Southbank,.

## Synopsis
Crédits : ce téléfilm est un remake du film du même nom de 1958, ce synopsis est repris de l'article en question, voir l'historique de la page « La Chatte sur un toit brûlant (film) » pour la liste des auteurs.
Dans une villa du sud des États-Unis, la famille se réunit pour fêter l'anniversaire du patriarche malade, Big Daddy.
Maggie et Brick forment un couple en pleine crise : Brick est déprimé par le suicide de son meilleur ami et se réfugie dans l'alcool. Maggie est frustrée car son époux ne veut plus accomplir son devoir conjugal. Brick la considère comme responsable de la mort de son ami, Skipper. Big Mama reproche à Maggie de ne pas avoir d'enfant. Maggie, comme Gooper, le frère de Brick, et son épouse Mae sont en fait venus pour tenter de s'approprier la majeure partie de l'héritage du père dont ils savent la fin prochaine.
Gooper et Mae vont avoir fort à faire pour se mettre dans les petits papiers du père puisque Brick reste le fils préféré.
Alors que la famille s'entre-déchire, Brick va se remettre en question et apprendre à son père ce qu'il ne sait pas encore : sa mort prochaine.

## Fiche technique
- Titre original : Cat on a Hot Tin Roof
- Titre français : La Chatte sur un toit brûlant
- Réalisation : Robert Moore
- Scénario : Tennessee Williams (d'après)
- Costumes : Jane Robinson
- Production : Granada Television
- Producteurs : Laurence Olivier, Derek Granger
- Société de distribution : ITV - Independent Television
- Pays d'origine : Royaume-Uni
- Langue : anglais
- Format : Couleur
- Genre : Drame
- Durée : 1 h 40 min
- Date de sortie :  États-Unis : 6 décembre 1976

## Distribution
- Natalie Wood : Maggie Pollit
- Robert Wagner : Brick Pollitt
- Laurence Olivier : « Big Daddy » Pollitt
- Maureen Stapleton : « Big Mama » Pollitt
- Jack Hedley : Gooper Pollitt
- Mary Peach (en) : Mae Pollitt
- David Healy : le docteur Baugh